# 小行星9122
小行星9122（英語：9122 Hunten）是一颗围绕太阳公转的小行星。1998年3月22日，太空监视在基特峰发现了此天体。
这颗小行星的绝对星等为340.5875165501812等。